# Truskava
Truskava is een plaats in het Litouwse district Kaunas. De plaats telt 137 inwoners (2001).